# Theodora II. von Tusculum
Theodora II. (auch Theodora die Jüngere) (* 897; † um 950) war eine Senatrix im frühmittelalterlichen Rom.
Theodora war eine Tochter des Grafen Theophylakt I. von Tusculum aus dem Geschlecht der Tuskulaner und der Theodora I. der Älteren. Ihre ältere Schwester war Marozia, die nach dem Tod des Vaters (924/25) Rom bis etwa 932 faktisch beherrschte. Theodora heiratete den päpstlichen vestararius (Finanzverwalter) Johannes Crescentius aus dem Geschlecht der Crescentier. Aus dieser Ehe entstammte der römische Patricius Crescentius de Theodora († 984 als Mönch) sowie vielleicht auch Papst Johannes XIII. Liutprand von Cremona schreibt Theodora eine außereheliche Beziehung mit Papst Johannes X. zu und sagt ihr nach, dass sie dessen Erhebung auf den Papststuhl betrieben habe. Diese Geschichte könnte jedoch eine Analogiebildung zu ähnlichen Erzählungen sein, die über ihre Schwester Marozia im Umlauf waren.